# Карабулак (Оренбургская область)
Карабулак — упразднённый посёлок в Домбаровском районе Оренбургской области. На момент упразднения входил в состав сельского поселения Заринский сельсовет. Исключен из учётных данных в 1999 году.

## География
Располагался в вершине балки Карабулак, на расстоянии, примерно, 11 километров к северо-западу от села Зарево.

## История
По всей видимости возник в 1930-е годы в период перехода казахов к оседлому образу жизни, как ферма овцесовхоза «Акжарский». Позже вошел в состав совхоза «Заря».
Постановление Законодательного Собрания Оренбургской области от 30 апреля 1999 года № 266/51-ПЗС посёлок исключен из учётных данных.